# Catedral basílica de la Asunción de María (Zacatecas)
La catedral de Zacatecas, dedicada a la Virgen de la Asunción, es el templo principal de la Diócesis de Zacatecas. Ubicado en centro histórico de la ciudad, declarado Patrimonio Cultural de la Humanidad por la Unesco.

## Historia
Anterior a la actual edificación se encontraban dos templos. El primero, fue levantado en el año de 1568, como parroquia de la ciudad, el cual era de pequeñas dimensiones. Un segundo templo, se levantó en lugar del anterior, y se sabe que se consagró en el año de 1625. 
A fin de levantar un templo de mayores dimensiones digno de la ciudad de "los aristócratas de la plata", y que contara con mayor cupo, todo lo edificado se demolió, y se levantaron en su lugar los muros del actual edificio. La primera piedra fue puesta por don José de Izarraguirre, vicario episcopal. La obra fue dedicada en el año de 1752 y se consagró hasta 1841; no se terminó por completo hasta 1904, año en que se culminó el remate del imafronte y la torre norte; esta última obra realizada por el alarife lírico Dámaso Muñetón. Esta torre ostenta un reloj donado por el gobernador Genaro García Rojas.
El 26 de enero de 1863 el papa Pío IX emite la bula que erige la Diócesis de Zacatecas, elevando el rango del templo a catedral, y finalmente, en el año de 1959, el papa Juan XXIII permitió crear templos anexos al existente, dedicados al Santo Cristo y a Nuestra Señora de los Zacatecas. El tercer templo, ya de tres naves tuvo sus retablos barrocos de madera, los cuales fueron sustituidos por los de cantera, posiblemente diseñados por el arquitecto valenciano Manuel Tolsá entre 1803 y 1847, salvo el mayor.

## El edificio
La nave del edificio es con forma de cruz latina. De tres naves, la principal y dos laterales, de menor dimensión que la primera.  Cuenta con dos portadas de acceso lateral, trabajadas en cantera y con no menos detalles que la primera, esta última, de los mejores y más acabados detalles del arte barroco en el país. La cúpula original se sustituyó por la actual, la cual tiene un gran parecido a la del Templo de Loreto (Ciudad de México), en la Ciudad de México. Ésta es de forma octogonal, con linternilla, coronada por una cruz de hierro forjado. 
El exterior del edificio está recubierto de cantera rosa y son muy trabajadas tanto las portadas y las torres, a diferencia del interior, de sobrio neoclásico.

### La fachada principal

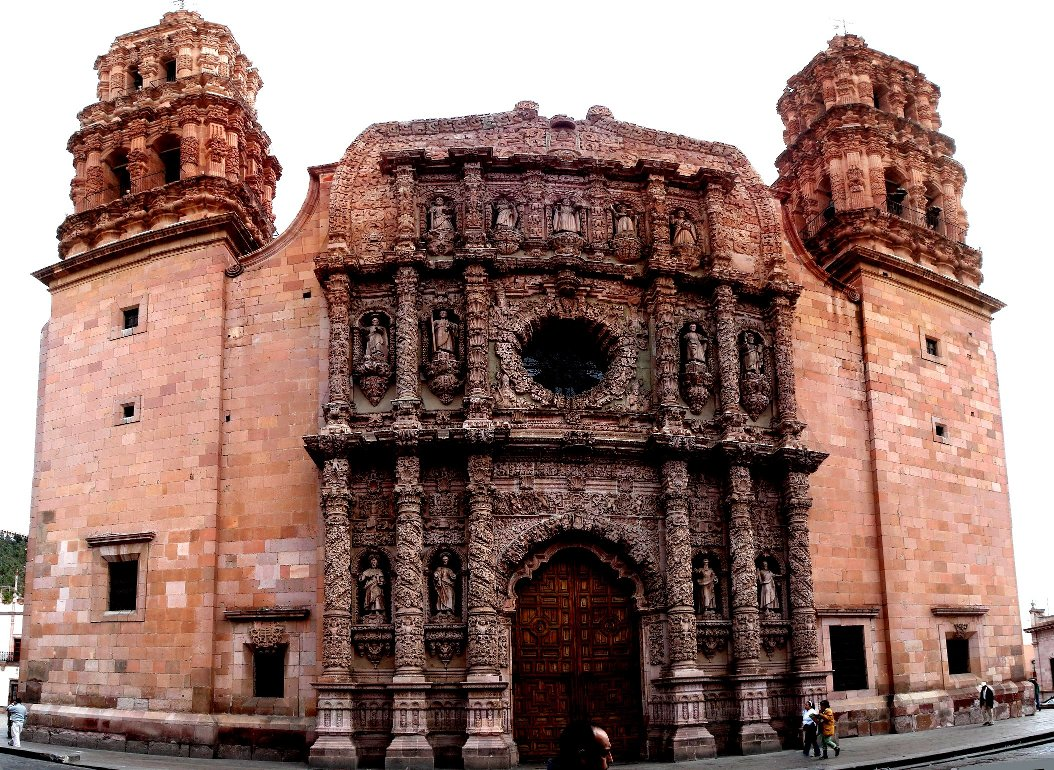
Panorámica de la fachada principal de la Catedral de Zacatecas.

Elegante y muy decorada, como una muestra de encaje labrado en cantera. Está formada por tres cuerpos. El primero, con tres columnas de capitel corintio, con el fuste muy ornamentado con ángeles y motivos vegetales, principalmente las vides, entre cada columna se ubican nichos con peanas en los que se ubican las esculturas talladas en piedra de los apóstoles Santiago, San Pedro, San Pablo y San Andrés. El arco de acceso de forma mixtilínea, esta también decorado con relieves de diamantes, ángeles y motivos vegetales
El segundo cuerpo, alberga la ventana del coro, de Digno, de acabado mixtilíneo con molduras y enmarcada por un anillo excesivamente decorado con motivos vegetales, antropomorfos y en la clave un alto relieve tipo cáliz y en los ángulos de la misma, los cuatro doctores de la Iglesia Latina con sus respectivos atributos, (San Gregorio Magno, San Jerónimo, San Agustín de Hipona y San Ambrosio de Milán, los dos primeros en las esquinas superiores y los dos últimos en las esquinas inferiores). Tres columnas decoradas con motivos vegetales y vides custodian la ventana del coro. De igual forma que en el segundo cuerpo, hay entre cada columna un nicho con peana, cuatro en total, con esculturas de santos.
El tercer cuerpo, de menor tamaño, cuenta con pero también luce cinco nichos flanqueados por pilastras barrocas, también decoradas por motivos vegetales; los cuales guardan cinco esculturas: Cuatro de apóstoles y el nicho central es presidido por la escultura de Jesucristo.
El remate de la fachada, presenta una imagen de la gloria al Padre Eterno, que se podría decir preside toda la escena desarrollada en la fachada.
Se comenta que las tonalidades de color en la cantera de la fachada cambian conforme le da la luz del sol durante el día. Por lo que la mejor hora para observarla es entre las 14.30 y 18.00 horas.

### Las portadas laterales
Con dos portadas laterales. La primera, al Norte, dedicada al Señor de la Parroquia. Se compone de dos cuerpos, el primero con arco de medio punto, sus enjutas cuentan con adornos vegetales y de ángeles; cuenta con la copia en cantera de un cristo que está en el interior. A los lados figuras de cariátides con motivos vegetales y querubines. El segundo cuerpo, más trabajado que el primero, un conjunto enmarcado por columnas estípites con la imagen de un cristo, la virgen María y San Juan, con un cortinaje desplegado por ángeles. Tiene un remate mixtilíneo.
La portada Sur, dedicada a Nuestra Señora de los Zacatecas, cuya escultura está dentro de una hornacina, de esta se menciona que fue esculpida por un artista sentenciado a muerte, que salvó su condena con esta escultura. La fachada, de dos cuerpos; el primero con arco de medio punto, flanqueado por columnas barrocas, decoradas con motivos vegetales. El segundo cuerpo presenta la mencionada imagen, custodiada por dos columnas cariátides.

### El interior
Muy austero. Contrasta con el exterior profusamente decorado, destacan las grandes columnas de estilo dórico, los altares laterales de estilo neoclásico. Así también las bóvedas de pañuelo. Sobre las claves de los arcos, se observan símbolos marianos, figuras de santos, evangelista, clérigos y objetos de la pasión. En el altar del lado izquierdo encontramos al Señor de la Parroquia enmarcado en un conjunto de un neoclásico. A diferencia de muchas catedrales, la de Zacatecas sobresale por ese contraste entre su elaborada fachada y la sencillez de línea que hay dentro, como el altar al Sagrado Corazón de Jesús, custodiado por San Ignacio de Loyola y San Luis Gonzaga. El altar a la Virgen de Guadalupe, custodiada por San Francisco de Asís y Santo Domingo es del tipo de pinturas llamadas tocadas.

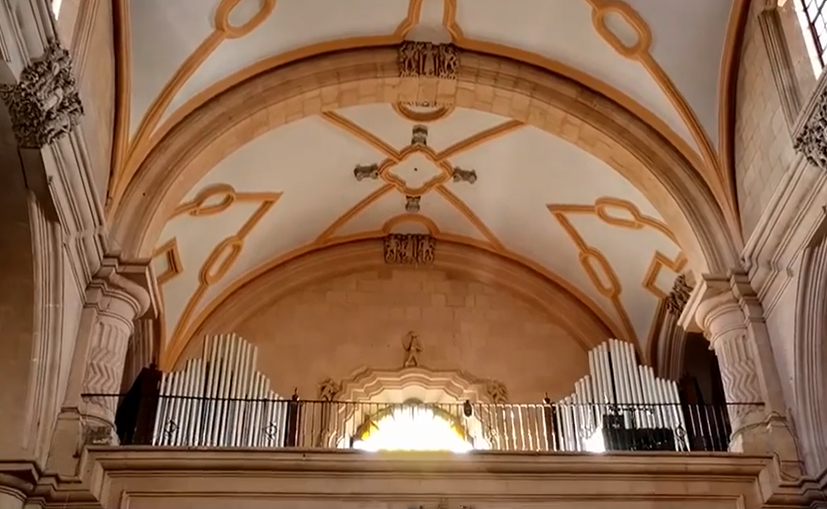
Tubulares del órgano

### El órgano
En el coro del templo, se encuentra el Órgano Monumental de la Catedral Basílica de Zacatecas, uno de los pocos órganos de tubos funcionales en el estado, siendo inaugurado en 1905, y remodelado en 1972, año desde el cual ha sido utilizado con frecuencia durante las celebraciones eucarísticas hasta la actualidad.

#### Retablo mayor

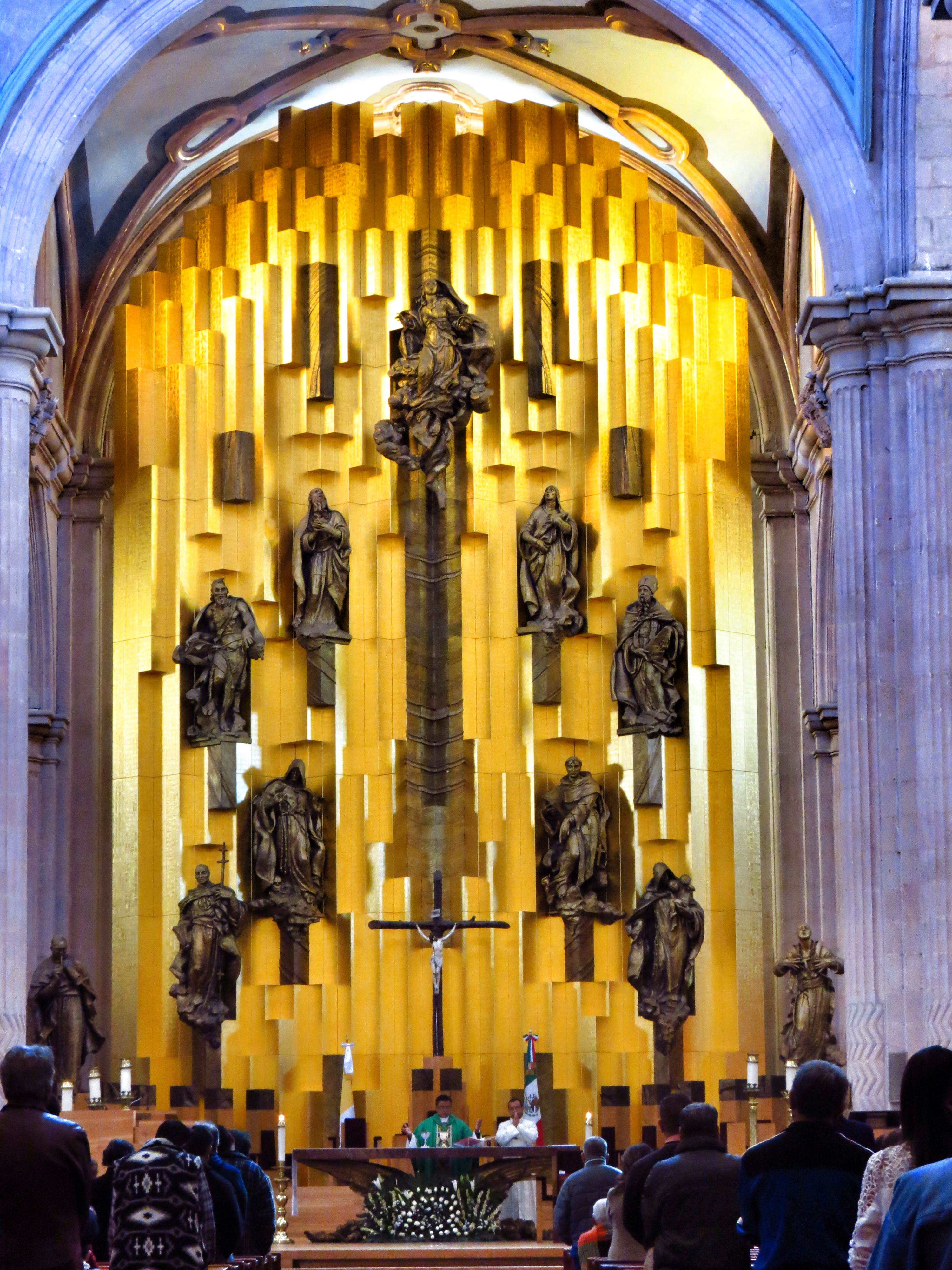
Retablo mayor de la Catedral de Zacatecas, obra de Javier Marín

El tercer templo, ya de tres naves tuvo sus retablos barrocos de madera, los cuales fueron sustituidos por los de cantera, posiblemente diseñados por el arquitecto valenciano Manuel Tolsá entre 1803 y 1847, salvo el mayor, el cual se asegura fue desmontado en 1852, ocasionando así un vacío arquitectónico y litúrgico.

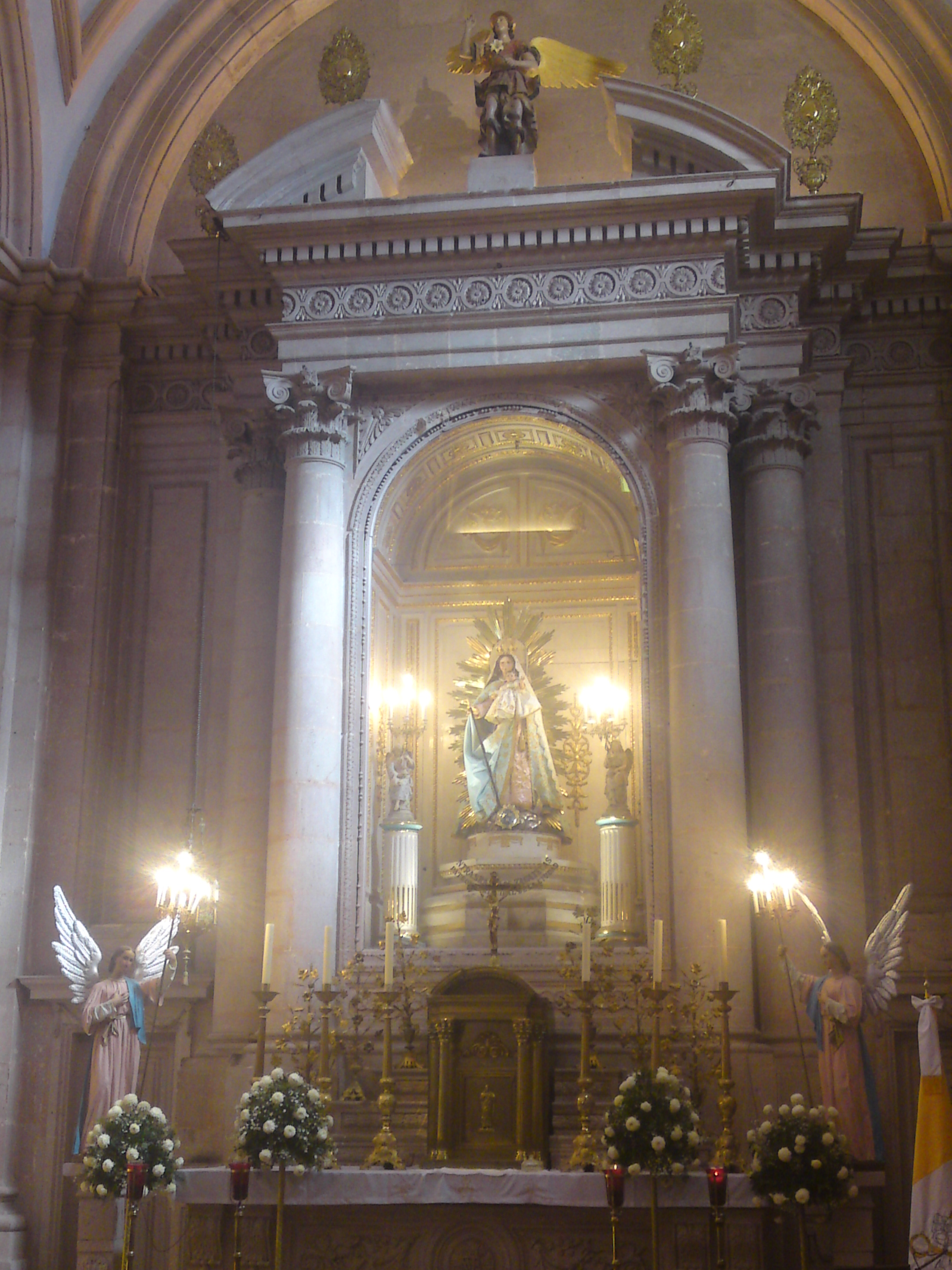
Capilla en honor a la Virgen de los más
Zacatecas

Posteriormente se construyó un primer ciprés en este mismo año, que permaneció hasta 1895, el cual luego es sustituido por un segundo más pequeño, surgiendo así la inquietud por revestir el muro testero con una pintura alegórica a la Asunción de la Virgen, obra que realizó el maestro Manuel Pastrana. En 1920 fue retirada dicha Pintura, permaneciendo solo como ambientación litúrgica el ciprés de mármol de Carrara colocado en 1913. Por último, en 1964 es retirado dicho ciprés junto con la policromía de todo el interior.
Finalmente se puso en marcha la construcción de un nuevo retablo para el altar mayor, diseñada por el artista michoacano Javier Marín, fue finalizada en 2010. El altar se encuentra todo cubierto con hoja de oro de 24 quilates. Cuenta con 17 metros de altura y diez de ancho, están recubiertos por 25 kilos de este metal, extraído desde las entrañas del semidesierto zacatecano (Mazapil, Zac.).  Se construyó a partir de prismas geométricos nacidos de la plataforma alta del presbiterio, mismos que crean espacios a manera de nichos donde se asientan las elaboradas imágenes de los santos. Pesa cerca de 20 toneladas y está hecho de abedul finlandés, una madera muy resistente que ni se expande ni se encoge, dado que no reacciona a los cambios de humedad. El retablo tiene once imágenes. En la parte superior está la Virgen de la Asunción, a quien está consagrado el templo. A sus dos lados están los padres de la Virgen, Santa Ana y San Joaquín. En la parte inferior están San Juan Bautista, San Agustín, San Francisco, Santo Domingo, San Antonio de Padua y San Ignacio de Loyola. En los costados fueron colocadas las imágenes de los mártires zacatecanos San Mateo Correa y el beato Miguel Agustín Pro. La cruz fue realizada en bronce "a la cera perdida" y mide 4.2 metros de alto y dos de ancho.

## Galería

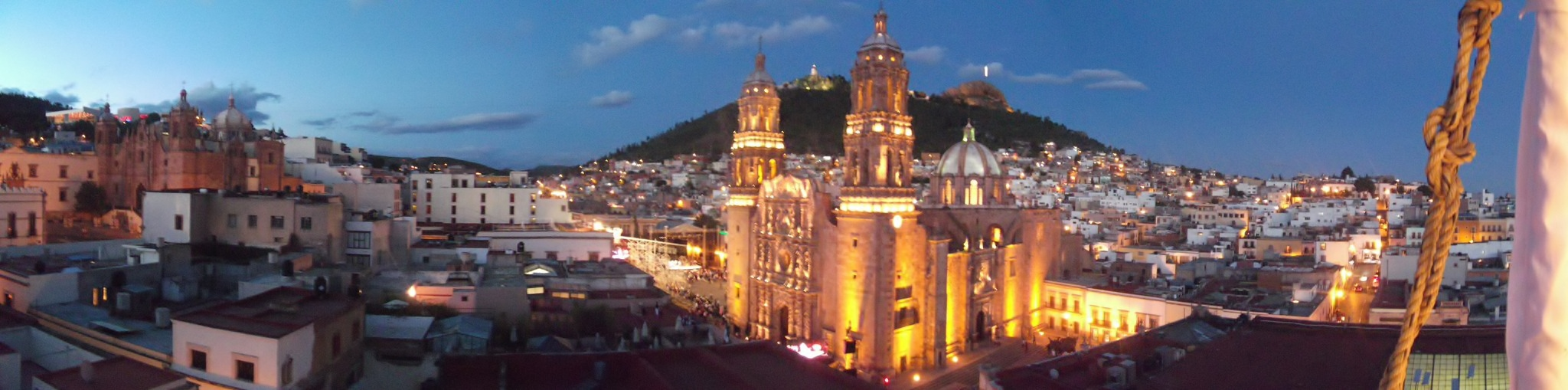
Catedral de Zacatecas
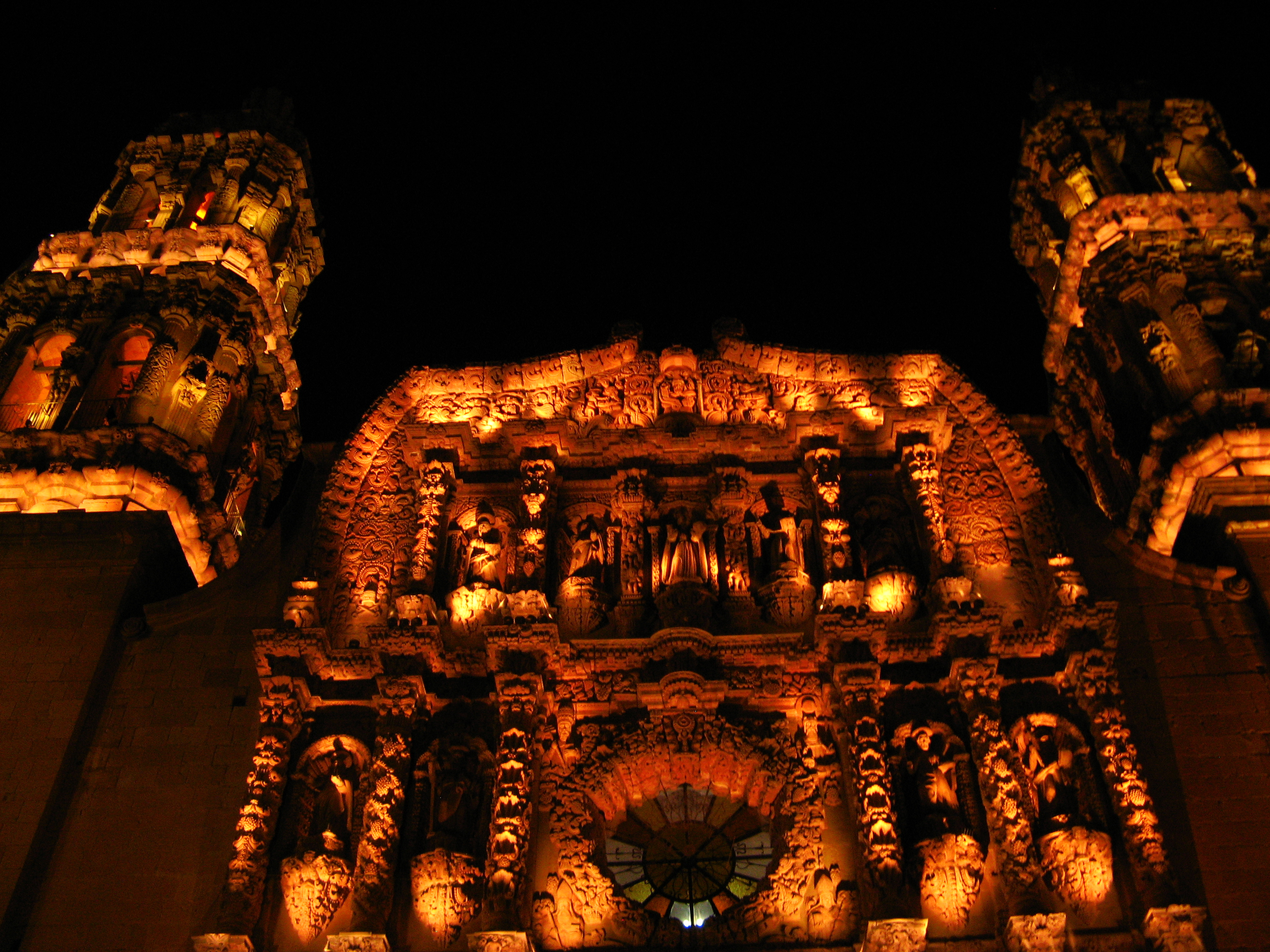
Iluminacion de la catedral